# Moeraki sziklák
A Moeraki sziklák szokatlanul szabályos, csaknem gömb alakú vagy lekerekített sziklaalakzatok az új-zélandi Moeraki és Hampden települések között az otagói tengerparton. A maorik legendája úgy tartja, hogy a sziklák egy ezer évvel ezelőtti hajótörésből származó rakomány darabjai, egy szerencsétlenül járt óriás vitorláskenuból, az Areiteuruból kiesett tárolóedények, lopótökök lennének.
A sziklaalakzatok az 1850-es évekből származó leírások alapján kezdtek a köztudatba kerülni, azóta a hely kedvelt turistalátványossággá vált.

## Földrajzi elhelyezkedés
A Moeraki gömbsziklák Új-Zéland Déli-szigetén, Oamarutól 40 km-re délre, Moeraki és Hampden települések közötti partszakaszon figyelhetők meg. Egyesével vagy csoportosan helyezkednek el. A tenger hullámai és az erózió mossák ki azokat a partfalat alkotó puhább üledékes kőzetből. Az 1848-ban W.B.D. Mantell által készített, a partot ábrázoló rajzon sokkal több szikla látható.

## Megjelenésük
A sziklaalakzatok szürkés színű, gyakran igen szabályos gömb alakú, de mindenképpen feltűnően kerek, nagyméretű, három métert is elérő átmérőjű konkréciók. Koruk mintegy 65 millió év, és nem abrázió vagy szél formálta őket, hanem az igazgyöngy keletkezéséhez hasonló folyamat által, karbonátok héjas kristályosodásával jöttek létre.

## Források

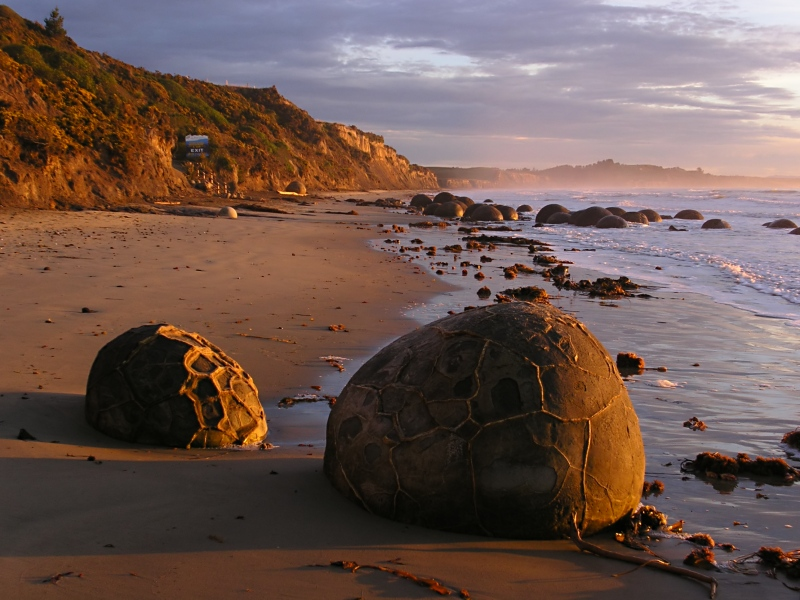
A Moeraki-sziklák napfelkeltekor
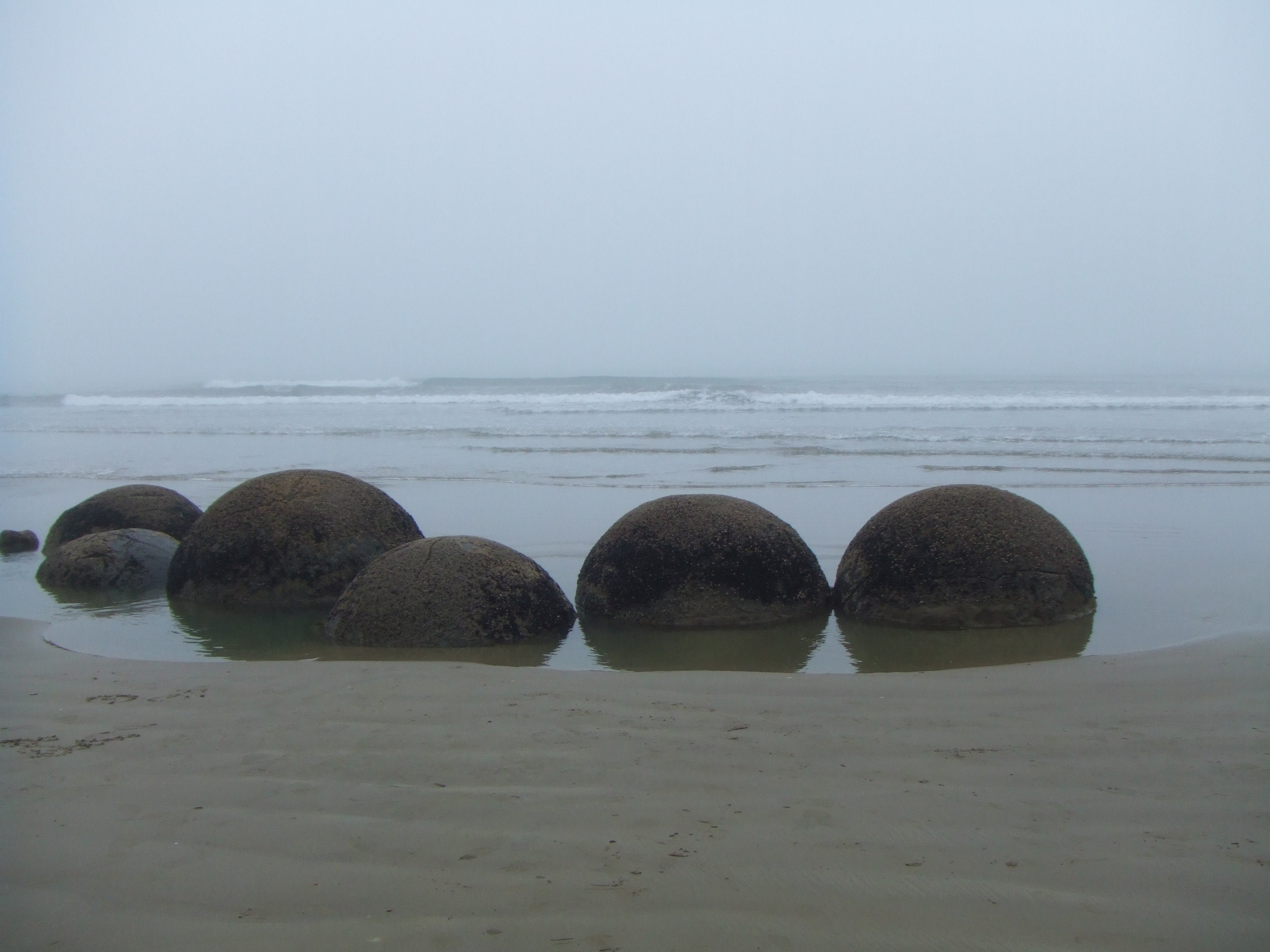
A Moeraki-sziklák egy csoportja
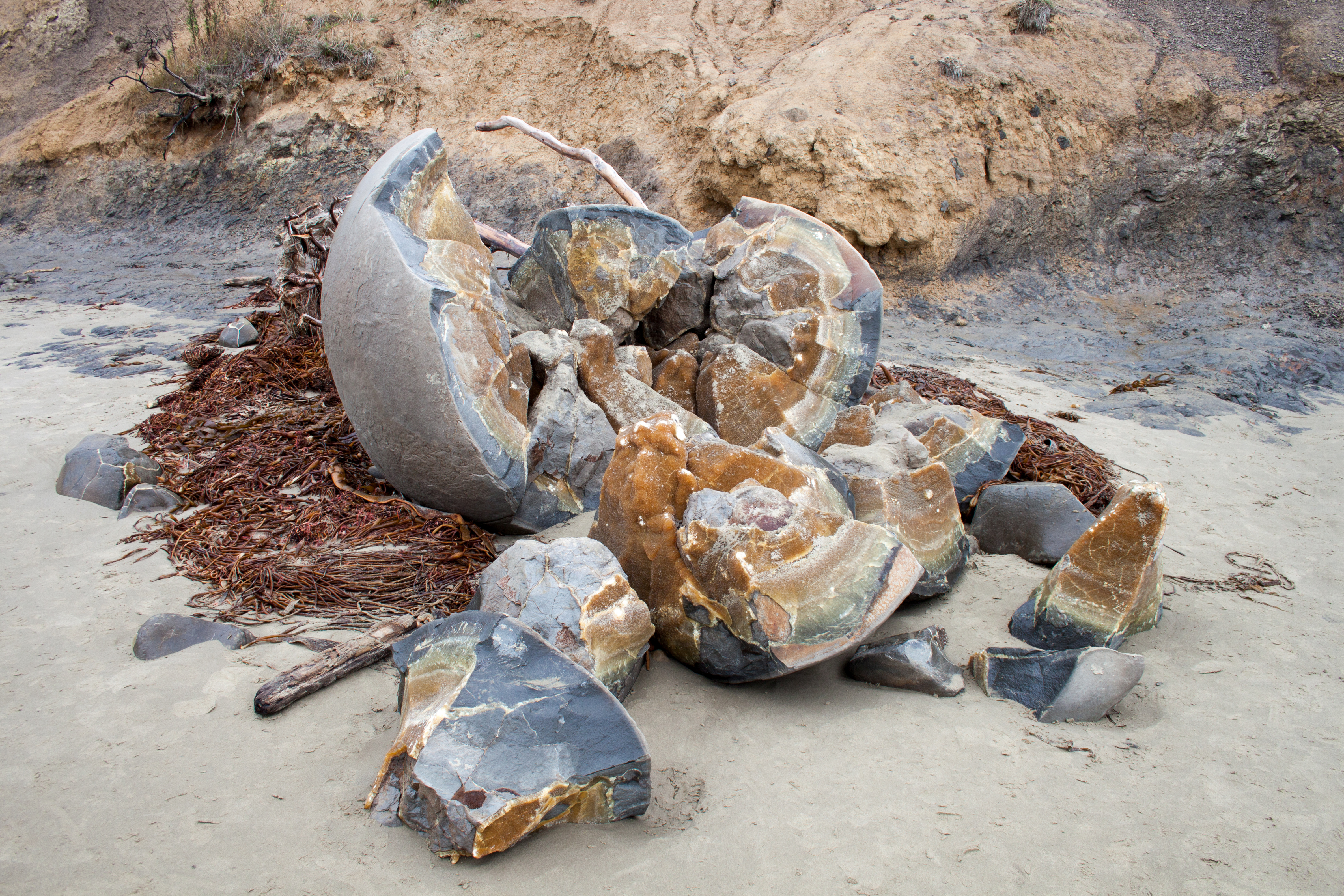
Szétesett gömbszikla a tengerparton
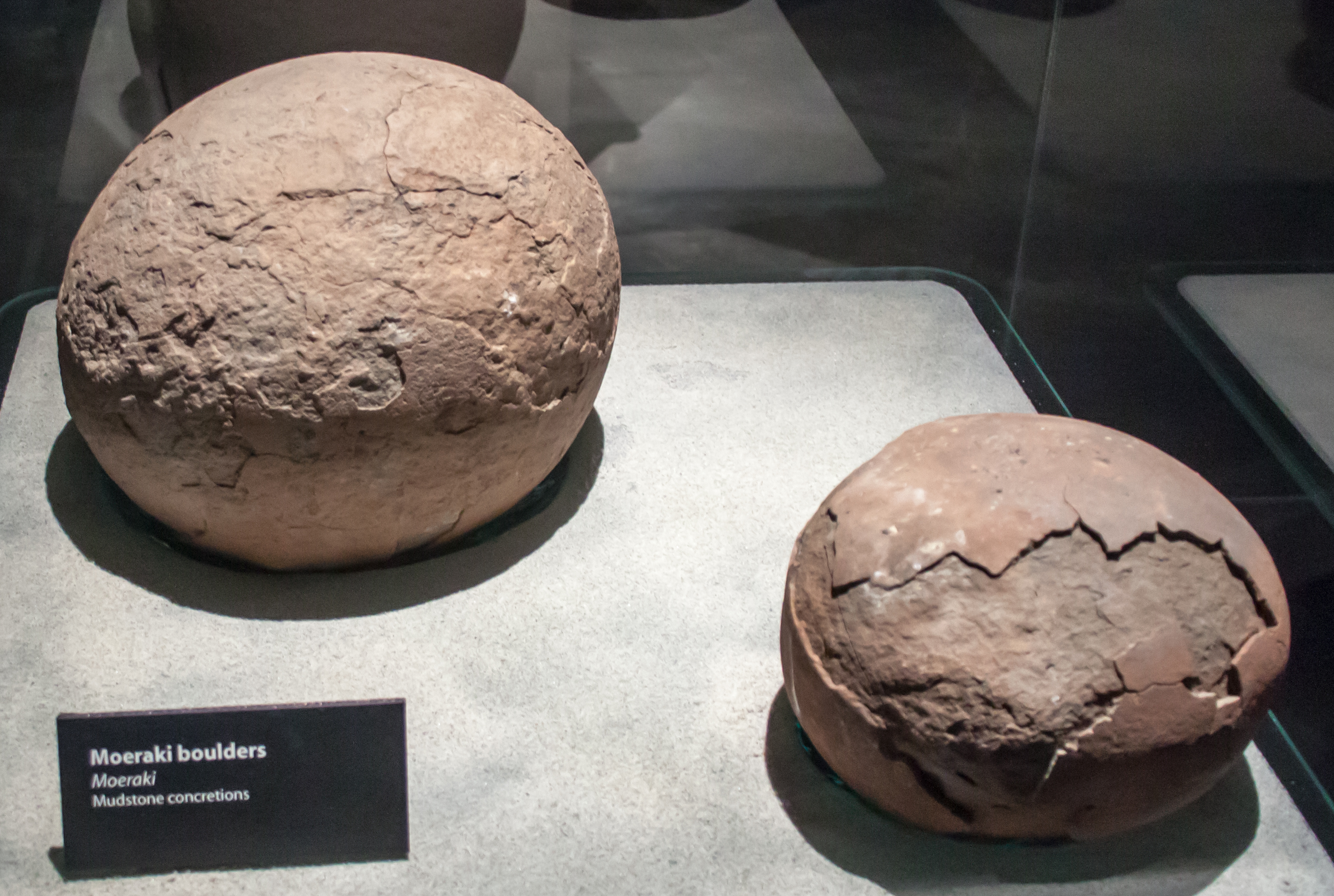
Moeraki-sziklák az Otago Museumban

## Fordítás
- Ez a szócikk részben vagy egészben  a   Moeraki Boulders című angol Wikipédia-szócikk ezen változatának fordításán alapul.  Az eredeti cikk szerkesztőit annak laptörténete sorolja fel. Ez a jelzés csupán a megfogalmazás eredetét és a szerzői jogokat jelzi, nem szolgál a cikkben szereplő információk forrásmegjelöléseként.
- Ez a szócikk részben vagy egészben  a   Moeraki Boulders című német Wikipédia-szócikk ezen változatának fordításán alapul.  Az eredeti cikk szerkesztőit annak laptörténete sorolja fel. Ez a jelzés csupán a megfogalmazás eredetét és a szerzői jogokat jelzi, nem szolgál a cikkben szereplő információk forrásmegjelöléseként.